# Sint-Genesius-Rode
Sint-Genesius-Rode anhörenⓘ (französisch Rhode-Saint-Genèse) ist eine Fazilitäten-Gemeinde in der belgischen Provinz Flämisch-Brabant.

## Geografie
Die Gemeinde Sint-Genesius-Rode spielt im belgischen Sprachenstreit eine besondere Rolle, da sie die einzige der sechs Fazilitäten-Gemeinden in der Umgebung Brüssels ist, die sowohl an die Region Brüssel-Hauptstadt als auch an die Wallonische Region grenzt. Eine Eingliederung der Gemeinde in die Region Brüssel-Hauptstadt würde somit erstmals eine geografische Verbindung zwischen Wallonien und der Region Brüssel-Hauptstadt herstellen, was die flämischen Parteien zu verhindern suchen. Anders als diese Gemeinde pflegen Hoeilaart und Overijse, die ebenfalls an beide Nachbarregionen grenzen, ausschließlich Niederländisch als Amtssprache.
Durch Zuzug aus Brüssel ist Sint-Genesius-Rode mehrheitlich französischsprachig geworden. Auch die gewählten Bürgermeister sind französischsprachig. Im Jahr 2019 erkannte die Innenministerin Flanderns die Wahl eines Bürgermeisters nicht an, weil französischsprachige Wahlbenachrichtigungen versendet wurden, die ihrer Meinung nach nur in Niederländisch hätten verfasst sein müssen. Sie gehört der Partei Nieuw-Vlaamse Alliantie an, die eine Abspaltung Flanderns von Belgien anstrebt.

## Bevölkerung
Die ursprünglich mehrheitlich flämischsprachige Gemeinde ist heute mit steigender Tendenz zu etwa zwei Dritteln frankophon.

## Institutionen
In Sint-Genesius-Rode befindet sich das renommierte von-Karman-Institut für Strömungsmechanik.

## Persönlichkeiten
- Jan Engels (1922–1972), Radrennfahrer